# Zongo (Barsalogho)
Pour les articles homonymes, voir Zongo.
Zongo est une localité située dans le département de Barsalogho de la province du Sanmatenga dans la région Centre-Nord au Burkina Faso.

## Géographie
Zongo se situe à 20 km à l'est de Barsalogho, le chef-lieu du département, à 15 km au sud-est de Namissiguima et à environ 50 km au nord-est de Kaya.

## Économie
L'économie du village repose essentiellement sur l'agro-pastoralisme et l'activité commerçante de son marché. 

## Éducation et santé
Zongo accueille un centre de santé et de promotion sociale (CSPS) tandis que le centre médical avec antenne chirurgicale (CMA) se trouve à Barsalogho et le centre hospitalier régional (CHR) à Kaya.
Le village possède une école primaire publique.